# آلیزارین زرد آر
آلیزارین زرد آر (به انگلیسی: Alizarine Yellow R) با فرمول شیمیایی C۱۳H۸N۳NaO۵ (Na salt)C۱۳H۹N۳O۵ (acid) یک ترکیب شیمیایی است. که جرم مولی آن ۳۰۹٫۲۱ g/mol می‌باشد. 